# George A. Kelly
George Alexander Kelly (* 28. April 1905 in Perth, Kansas; † 6. März 1967) war ein US-amerikanischer Psychologe. Sein Hauptwerk ist die Theorie der persönlichen Konstrukte.

## Leben
Kelly war Sohn eines presbyterianischen Geistlichen und wuchs als Einzelkind in einfachen, ländlichen Verhältnissen auf. Er studierte Mathematik und Physik und arbeitete eine Zeit lang als Luftfahrtingenieur. Später studierte Kelly an der Universität von Edinburgh Erziehungswissenschaften und promovierte über Sprach- und Leseschwierigkeiten bei Kindern.
Ab 1946 hatte er für nahezu 20 Jahre den Lehrstuhl für Klinische Psychologie an der Ohio State University inne und wirkte während dieser Zeit u. a. an der Aufstellung eines Lehrplans für Klinische Psychologie mit. In Ohio baute er während der Rezession eine mobile Beratungsstelle auf. Oft fuhr er selbst stundenlang zu seinen „Klienten“. Zugleich war Kelly verbandspolitisch aktiv und wurde in den Jahren 1956 und 1957 als Präsident der bedeutenden Abteilung für Klinische Psychologie der American Psychological Association Nachfolger von Carl Rogers.
Von 1965 an wirkte er bis zu seinem frühen Tode an der Brandeis University. Er war ab 1931 mit Gladys Thompson verheiratet, mit der er zwei Kinder (Sohn und Tochter) hatte.

## Werk
1955 veröffentlichte Kelly sein zweibändiges, insgesamt ca. 1200 Seiten umfassendes Hauptwerk The Psychology of Personal Constructs (Die Psychologie der persönlichen Konstrukte). Im Gegensatz zu den beiden seinerzeit populärsten psychologischen Paradigmen, der Psychoanalyse von Sigmund Freud und dem Behaviourismus von Burrhus Frederic Skinner, steht der Psychologe in Kellys Sicht nicht als „Wissender“ über dem zu analysierenden Klienten, sondern gleichberechtigt neben ihm. Er kann bestenfalls versuchen, sich in die individuelle Weltsicht des Klienten hineinzudenken. Es gab aber auch Parallelen in Kellys Grundannahmen und der Psychoanalyse Freuds, dessen Beobachtungen und klinische Beiträge er schätzte. Die Kritik galt hauptsächlich Freuds Menschenbild als von Trieben gesteuertes Wesen. Kelly gilt als einer der ersten Vertreter des Kognitivismus. In der Psychologie der persönlichen Konstrukte wurden durch ihn die wesentlichen Inhalte der sehr viel später vollzogenen „kognitiven Wende“ in der Psychologie vorweggenommen. Diese „gewendete“ Sicht auf den Menschen prägt bis heute die aktuellen psychologischen Theorien und Modelle.

### Kellys Theorie der persönlichen Konstrukte
Kellys Konstrukttheorie bildet den Kern seines Menschenbildes. „Der Mensch ist ein Wissenschaftler“, der sich seine Welt „konstruiert“. Ein Konstrukt ist eine Art und Weise, Erfahrungen zu deuten, zu bewerten und einzuordnen. Er stellt fest, dass sich Erfahrungen wiederholen. Durch Zuordnung von Ähnlichkeiten und Gegensätzen wird der Erfahrungsschatz strukturiert bzw. konstruiert.
Konstrukte werden einerseits durch Begriffe gebildet, die ihren Inhalt wechselseitig bestimmen. Zu einem vollständigen Konstrukt gehören mindestens drei Elemente, zwei davon bezeichnen eine Ähnlichkeit, das dritte das Gegenteil, z. B. „fleißig“-„zielstrebig“-„faul“. Der Inhalt eines Wortes wie „zielstrebig“ wird nicht als fix angesehen, er ändert sich z. B. in dem Konstrukt „fleißig“-„rastlos“-„gelassen“.
Konstrukte können andererseits auch durch Begriffe mit komplexerem Inhalt gebildet werden, z. B. „wie mein Vater“-„wie mein Lehrer“-„wie mein Chef“. Das Wort Konstrukt ist darüber hinaus im erweiterten Sinne des englischen Wortes zu verstehen: construct of ideas – ein Gedankengebäude. Das Verhalten des Menschen ist abhängig davon, wie er sich seine Welt konstruiert hat. Ein Anspruch auf eine absolute Wahrheit wird dabei nicht erhoben.
Kelly unterscheidet verbale und präverbale Konstrukte. Letztere würden von Freudianern als Unbewusstes bezeichnet werden. Er nimmt an, dass sie vor der Spracherlernung angeeignet werden und wirksam werden, auch wenn eine Person sie nicht in Worte fassen kann.
Ein Konstrukt hat eine begrenzte Bandbreite der Zweckmäßigkeit und ist nur für bestimmte Situationen gültig.
Konstrukte, die nur mit weitreichenden Konsequenzen für das übrige Konstruktsystem verändert werden können, nennt Kelly Kernkonstrukte. Dem gegenüber können periphere Konstrukte ohne größere Anpassung der Kernstruktur verändert werden. Innerhalb des Konstruktsystems gibt es über- und untergeordnete Konstrukte, die hierarchisch voneinander abhängen.
Im Allgemeinen strebt das System nach Widerspruchsfreiheit (Konsistenz). Da die Konstrukte in Verbindung stehen, resultiert das Verhalten einer Person eher aus dem gesamten Konstruktsystem, als nur aus einem einzelnen Konstrukt. Veränderungen eines Teilkonstruktes wirken sich mehr oder weniger auf das gesamte System aus. Konstruktsysteme unterscheiden sich in ihrer Komplexität bzw. Einfachheit.
Der Mensch ist bestrebt, sein Konstruktsystem zu erweitern und dessen Zweckmäßigkeit zu erhöhen, mit dem Ziel, zukünftige Ereignisse gedanklich besser vorwegnehmen zu können, um sich angemessen zu verhalten. Neue Erfahrungen bringen neue Konstrukte, die in das System aufgenommen werden. Die Komplexität des Systems steigt an. Dabei versucht der Mensch der Langeweile der Wiederholung und dem Fatalismus des Unvermeidlichen zu entgehen: Er experimentiert, das heißt, er stellt unter Umständen seine eigenen Konstrukte absichtlich in Frage.
Es kommt darauf an, dass das Konstruktsystem weder zu flexibel noch zu unflexibel ist. Wird das System auf Grund von neuen Erfahrungen zu schnell umgestoßen („zu durchlässig“), ist das Verhalten labil. Können dagegen dem System widersprechende Erfahrungen die Konstrukte nur schwer ändern („zu undurchlässig“), kann dies zu unangemessenem Festhalten an nicht zweckmäßigem Verhalten führen. Zu stark verfestigte oder zu lockere Erwartungen schränken die Effizienz des Konstruktsystems ein. Schließlich können auch zu starke Ausdehnung oder Einengung bei der Organisation des Konstruktsystemes zu Störungen führen. Schizophrene haben – so Kelly – keinen Mangel an Konstrukten, sondern falsche.
Suizid sei der Versuch, die Bedrohung für das Konstruktsystem zu reduzieren. Man entflieht entweder der Gewissheit, dass das Konstruktsystem nicht mehr gültig ist oder der Unsicherheit, ob es noch gültig ist.
Feindseligkeit wird dadurch erklärt, dass der Mensch versucht, statt sein Konstruktsystem an die Wirklichkeit anzupassen, die Wirklichkeit an sein Konstruktsystem anzupassen, um dessen Gültigkeit zu erzwingen.
In der Psychotherapie werden neue Konstrukte durch Rollenspiel erlernt (sog. Fixierte Rollentherapie). Man verhält sich, „als ob“ (Kellys Theorie ist in diesem Punkt von der Philosophie Hans Vaihingers inspiriert). Die Ursache von beispielsweise Arbeitssucht kann ein falsches Konstrukt für „fleißig“ sein. Die Heilung bestünde dann darin, den Workaholiker ein neues Konstrukt lernen zu lassen und sich dementsprechend zu verhalten. Kelly interessiert sich dabei im Gegensatz zur Psychoanalyse nicht so sehr für die Ursache oder die Geschichte der Konstrukte im Menschen. Er ermutigt ihn vielmehr, neue Konstrukte auszuprobieren und zu beobachten, was passiert, um sein Konstruktsystem zu korrigieren – wie ein Wissenschaftler.
Kelly geht davon aus, dass der Mensch von Grund auf aktiv ist. Der Begriff der Motivation ist in der Konstrukttheorie überflüssig. Der Mensch brauche keine äußeren Anstöße ohne die er inaktiv wäre. „Stattdessen kommt der Mensch frisch in die psychologische Welt, lebendig und kämpferisch“. [Pervin]

### Repertory Grid
Auf der Grundlage seiner Personal Construct Theory entwickelte Kelly das Role Construct Repertory Test (Rollen-Konstrukt-Auswahl-Test, kurz Grid; auch Repertory Grid, Grid-Technik, RepGrid oder Kelly-Grid genannt). Das RepGrid ist eine wissenschaftlich fundierte Methode, um das Repertoire von Konstrukten eines Menschen zu erfassen. Es verbindet die Vorteile eines standardisierten Interviews – Ablauf und Vorgehen sind festgelegt – und die Vorteile inhaltsoffener Verfahren, unter anderem gekennzeichnet durch die Möglichkeit der Erfassung von unbekannten und individuell subjektiven Einschätzungen. Das Verfahren ist prozessstrukturiert und kann ähnlich einem standardisierten Interview interpersonell vergleichbare Daten generieren. Damit ermöglicht das Grid sowohl idiographische Untersuchungen als auch die Untersuchung von Gesetzmäßigkeiten im Sinne eines nomothetischen Vorgehens.
RepGrid-Verfahren arbeiten mit einem Repertoire („Repertory“) bedeutsamer Elemente aus dem Erleben einer Person, wie Rollen (z. B. Kollegen), Gruppen (z. B. Abteilungen) aber auch Situationen (z. B. Rituale), Gegenstände (z. B. Produkte) und Abstrakta (z. B. Marken). Mit Hilfe dichotomer Beschreibungsdimensionen, den so genannten Konstrukten (z. B. gut vs. böse oder innovativ vs. traditionell), werden diesen Elementen vom Interviewten individuell Eigenschaften zugeordnet. Zudem erfolgt eine quantitative Bewertung, so dass am Ende ein Grid (deutsch: Gitter, Matrix) mit Zahlenwerten entsteht. Sind alle Elemente anhand eines Konstruktpaares beurteilt worden, werden neue Elemente miteinander verglichen um ein weiteres Konstruktpaar zu bilden. Dieser Vorgang wird wiederholt, bis dem Interviewten keine neuen Unterscheidungsdimensionen mehr einfallen, d. h., sein Repertoire an Konstrukten für die vorgegebenen Elemente erschöpft ist. Durch den systematischen Vergleich und die im Interviewverlauf entstehende Komplexität ist eine zielgerichtete absichtliche Einflussnahme auf das Ergebnis praktisch nicht möglich. Die Repertory-Grid-Methode dient zur Ermittlung und Auswertung subjektiver Bedeutungsassoziationen. Im Sinne Kellys soll damit ein Einblick in das Konstruktsystem des Individuums ermöglicht werden. Der Mensch beschreibt seine Wirklichkeit mit begrifflichen Abstraktionen (Konstrukten), die durch seine individuellen Erfahrungen geformt wurden. Er skaliert sie in einer vorgegebenen Matrix hinsichtlich geeigneter Elemente, die den Untersuchungsrahmen repräsentieren. Der Befragte bildet somit seinen individuellen, semantischen und psychologischen Raum in Form eines mit Zahlen gefüllten Gitters ab.
Das Repertory Grid wurde ursprünglich für die klinisch-therapeutische Diagnostik entwickelt. Hier sollten durch die Methode die individuellen Konstruktsysteme eines Patienten erfasst werden, um ein besseres Verständnis zu ermöglichen. Es erfährt vor dem Hintergrund gegenwärtiger konstruktivistischer Diskussionen in vielen Bereichen der Wissenschaft eine Renaissance. Kelly selbst sah schon ein sehr viel breiteres Einsatzgebiet der verschiedensten Repertory-Grid-Formen.
Der heutige Anwendungsbereich ist weit gesteckt, wobei das zentrale Einsatzgebiet auch heute noch die klinische Psychologie und Forschung ist. Mit der fortschreitenden Entwicklung der Computertechnologie ist es jedoch möglich, softwaregestützt größere Datenmengen und Befragungsstichproben zu verarbeiten (Multigridanalyse oder Multiple-Grid-Analyse). Damit ist die Methode, deren Potenzial nie in Frage stand, auch für den Einsatz in Organisation und Management interessant geworden, hier insbesondere in den Bereichen Organisations- bzw. Personalentwicklung, Human Resource Due Diligence und Coaching oder zur Optimierung physischer und virtueller Teams. So wird eine modifizierte Version des Repertory Grid genutzt, um das Wertwissen in Organisationen zu erfassen und Prozesse der Organisationsentwicklung anzustoßen.

## Zitat
„Wenn du nicht weißt, was in einer Person vorgeht, dann frage sie, sie wird es dir erzählen“

### Primär
- George A. Kelly: The psychology of personal constructs. Vol. I, II. Norton, New York, 1955 (2. Auflage: 1991, Routledge, London, New York).
- George A. Kelly: Die Psychologie der persönlichen Konstrukte. Junfermann-Verlag, Paderborn 1986 (etwas holprige Übersetzung der ersten drei Kapitel des Hauptwerks ins Deutsche).

### Sekundär
- D. Bannister, F. Fransella: Inquiring man: The psychology of personal constructs. Croom Helm, London 1986.
- Lawrence A. Pervin: Persönlichkeitstheorien. München 2000 (darin 40 Seiten über Kellys Auffassungen, Vergleiche mit anderen Theorien und eine Bewertung).
- J. W. Scheer, A. Catina: Einführung in die Repertory Grid-Technik. Grundlagen und Methoden. Bd. I, II. Huber, Göttingen, 1993.
- T. Rammsayer, H. Weber: Differentielle Psychologie – Persönlichkeitstheorien. 2. Auflage. Hogrefe, Göttingen 2016. ISBN 978-3-8017-2717-8.
- Astrid Schütz; Martin Rüdiger; Katrin Rentzsch: Lehrbuch Persönlichkeitspsychologie. Hogrefe Verlag, Bern 2016, ISBN 978-3-456-85592-9, S. 75–80.